# ヤマカシ
ヤマカシ（Yamakasi）とは、パルクールやほかのアクロバット技術の実践者達により構成されるフランスの集団である。

## 概要
"移動の芸術（l'art du deplacement）"又は"パルクール"という言葉は、1980年代に、9人のメンバーによって構成される集団ヤマカシによって創られたものである。「ヤマカシ」という言葉は、リンガラ語で「強靭な人間」や「強靭な精神」という意味を持ち、又、パルクールの目的である、「強くなること」、つまり精神的、肉体的、道徳的に強くなることをまとめたものである。
ヤマカシの設立者は、ヤン・ノウトゥラ（Yann Hanautra）、チョウ・ベル（Chau Belle）、ダヴィッド・ベル（David Belle）、ロラン・ピエモンテージ（Laurent Piemontesi）、セバスチャン・フォーカン（Sébastien Foucan）、ギレン・ヌグバ・ボィエケ（Guylain N'Guba Boyeke）、シャルル・ベリエール（Charles Perriere）、マリク・ディウフ（Malik Diouf）、ウィリアム・ベル（Williams Belle）である。